# L'ultimo gladiatore
L'ultimo gladiatore è un film peplum del 1964 diretto da Umberto Lenzi.

## Trama
Cassio Cherea e Messalina complottano segretamente contro l'imperatore Caligola, stanchi di essere continuamente sottoposti a soprusi. Caligola nota nei suoi vivai uno schiavo dotato di grande forza e lo fa addestrare per farlo combattere nelle arene come gladiatore. Naor accetta di combattere e sgomina i suoi avversari ma al termine dei combattimenti rifiuta sempre di uccidere l'avversario, attirandosi le ire dell'imperatore che decide di farlo uccidere. Naor riesce a sfuggire all'assassinio e scappa insieme ad un gruppo di schiavi, durante l'inseguimento Caligola viene ucciso da Cassio Cherea. Appena giunta la notizia, Messalina fa incoronare imperatore il marito Claudio causando lo sdegno di Cassio, che si sente ingannato e tradito. Messalina fa uccidere Cassio e in seguito assume Naor come guardia del corpo, assegnandoli in seguito l'incarico di uccidere un altro nemico. Naor non intende assassinare un uomo e Messalina progetta di far uccidere anche lui ma viene arrestata dal marito Claudio prima che riesca nel suo intento. Messalina si rende conto di essere perduta e si avvelena.